# Messier 91
Messier 91 (auch als NGC 4548 bezeichnet) ist eine Balken-Spiralgalaxie im Sternbild Haar der Berenike am Nordsternhimmel. Entfernungsmessungen mit Hilfe von veränderlichen Sternen der Cepheiden-Klasse ergaben eine Entfernung zur Milchstraße von etwa 20 Millionen Lichtjahren. Der Durchmesser beträgt rund 83.000 Lichtjahre, die Gesamtmasse wird mit etwa 100 Milliarden Sonnenmassen angegeben.
Messier 91 wurde am 8. April 1784 von dem deutsch-britischen Astronomen Friedrich Wilhelm Herschel entdeckt. Die Zuordnung von NGC 4548 zum Objekt Nummer 91 aus dem Messier-Katalog war lange umstritten, da Messier in seinen Aufzeichnungen die Koordinaten fälschlicherweise relativ zu Messier 58 angab, aber wahrscheinlich Messier 89 meinte.

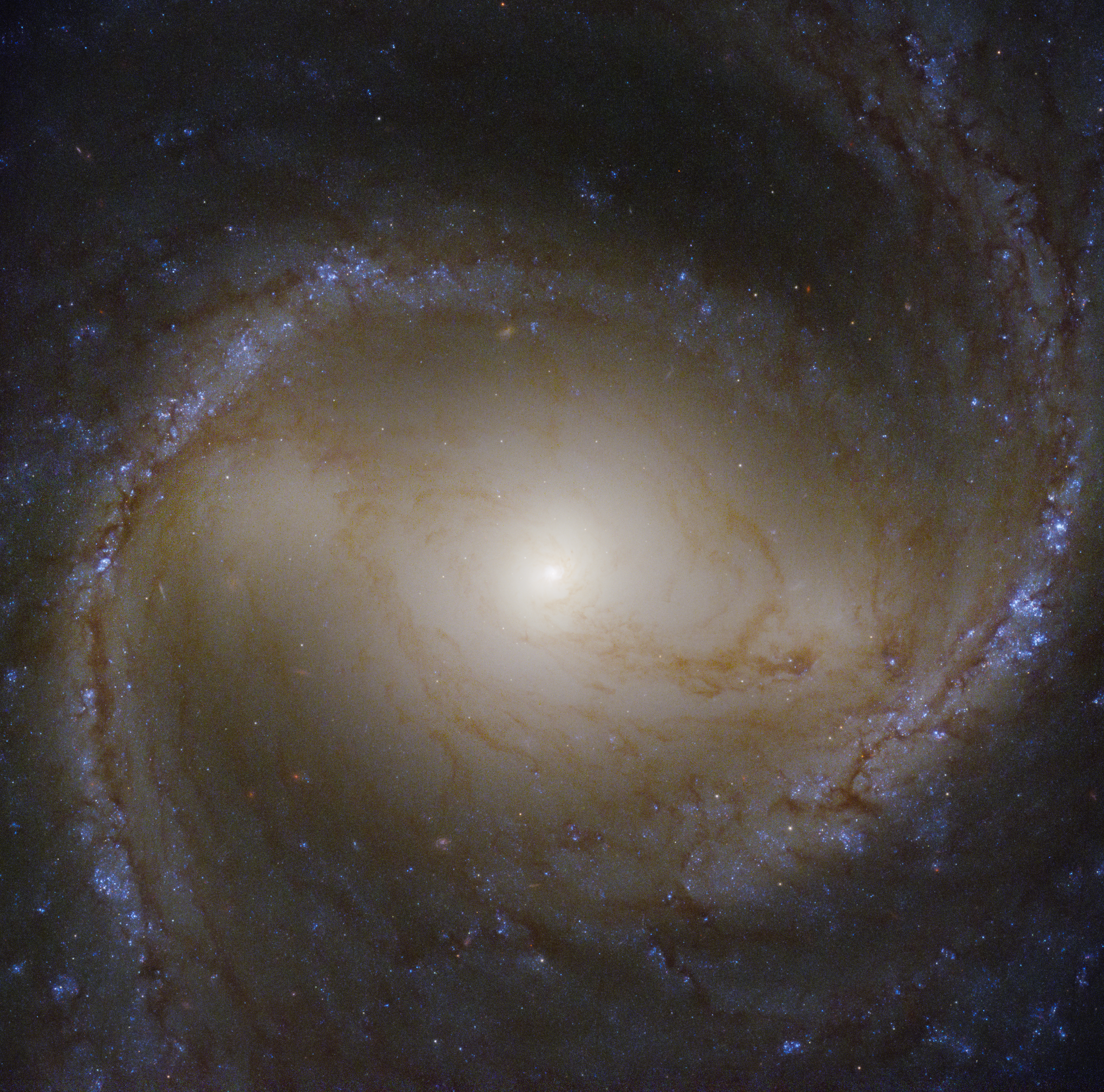
Hochaufgelöste Aufnahme des zentralen Bereichs, erstellt mithilfe des Hubble-Weltraumteleskops
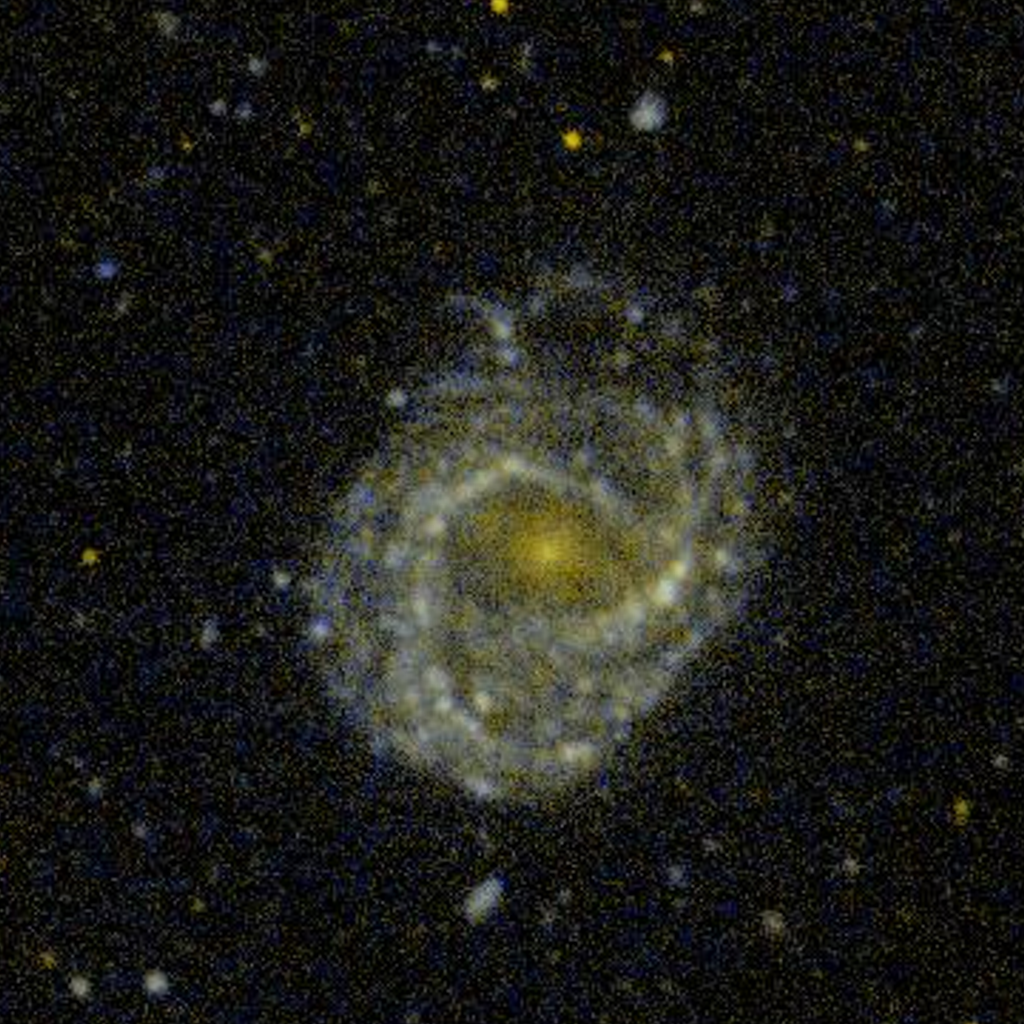
Abbildung der Ultraviolettstrahlung, aufgenommen durch GALEX